# Петров, Иван Семёнович (контр-адмирал)
Иван Семёнович Петров (20 января 1905 — 18 мая 1968) — советский военный деятель, контр-адмирал, участник Великой Отечественной и советско-японской войн.

## Биография
Родился 20 января 1905 года в городе Москве.
После окончания рабфака поступил на вечернее отделение Московского энергетического института. В 1932 году был призван на службу в Рабоче-Крестьянскую Красную Армию. Окончил политические курсы и комвуз при Московском военном округе. С 1936 года — на службе в Военно-морском флоте СССР. В 1938 году окончил военно-морской факультет Военно-политической академии имени В. И. Ленина. Служил на военно-политических должностях в различных частях армии и флота. После присоединения Прибалтики к СССР был по решению ЦК ВКП(б) направлен парторгом на строительство Военно-морской базы в город Палдиски Эстонской ССР. Одновременно с декабря 1940 года являлся начальником политотдела строительных частей Балтийского флота. В этой должности встретил начало Великой Отечественной войны.
В начальный период Великой Отечественной войны Петров участвовал в эвакуации военно-строительных частей в тыловые районы Советского Союза. С августа 1941 года служил в Разведывательном управлении Главного морского штаба Военно-морского флота СССР, был военным комиссаром, заместителем начальника по политической части. С июля 1943 года являлся заместителем по политической части, начальником политотдела Ладожской военной флотилии, а затем начальником политотделов Рижского и Островного морских оборонительных районов Балтийского флота. Внёс значительный вклад в обеспечение разведывательной службы на флоте, проводил большую работу по мобилизации личного состава подразделений к предстоящим боевым операциях. Лично участвовал в боях, подавляя огневые средства противника на фланге наступающих частей. Участвовал также в советско-японской войне, будучи начальником Политотдела Южного морского оборонительного района Тихоокеанского флота.
После окончания войны продолжал службу на высоких военно-политических должностях. Возглавлял политотделы спецчастей и учреждений Военно-морских сил в Ленинграде, затем Ленинградской военно-морской базы. В августе 1956 года был уволен в запас.
Умер 18 мая 1968 года, похоронен на Введенском кладбище Москвы.

## Награды
- Орден Ленина (15 ноября 1950 года);
- 3 ордена Красного Знамени (22 июля 1944 года, 24 июня 1948 года, 26 октября 1955 года);
- Орден Отечественной войны 1-й степени (6 июня 1945 года);
- 2 ордена Красной Звезды (22 февраля 1943 года, 10 ноября 1945 года);
- Медали «За боевые заслуги» (3 ноября 1944 года), «За оборону Москвы», «За оборону Ленинграда» и другие медали.